# 比克斯季站
比克斯季站是叶尔加瓦-利耶帕亚铁路线上的一个火车站，车站于1927年建成并于同年的10月10日开通运营，车站附近的居民点是比克斯季村。